# Попкова, Наталья Владимировна
Наталья Владимировна Попкова (род. 21 сентября 1988 года) — российская легкоатлетка, специализирующаяся в беге на средние и длинные дистанции. Четырёхкратная чемпионка России (2009, 2010, 2012, 2015). Чемпионка России в помещении 2011 года. Мастер спорта России международного класса.

## Биография
Тренировалась под руководством Василия Невежина, Екатерины Подкопаевой, Сергея Епишина.
Чемпионка Европы среди юниоров 2007 года. Двукратная чемпионка Европы среди молодёжи 2009 года. В 2011 году стала бронзовым призёром Универсиады.
В 2012 году окончила факультет физической культуры и спорта Российского государственного университета физической культуры, спорта, молодёжи и туризма. С 2012 года параллельно карьере спортсменки работает тренером по фитнесу, ОФП и бегу.
Дисквалифицирована РУСАДА за положительную допинг-пробу (после перепроверки пробы от 19 июля 2015 года) на 3,5 года до 7 декабря 2023 года

## Основные результаты

### Международные
| Год  | Соревнования                    | Место проведения    | Дистанция | Место  | Результат |
| ---- | ------------------------------- | ------------------- | --------- | ------ | --------- |
| 2007 | Чемпионат Европы среди юниоров  | Хенгело, Нидерланды | 3000 м    | 2      | 9:14,17   |
| 2007 | Чемпионат Европы среди юниоров  | Хенгело, Нидерланды | 5000 м    | 1      | 16:08,95  |
| 2009 | Чемпионат Европы среди молодёжи | Каунас, Литва       | 5000 м    | 1      | 15:54,11  |
| 2009 | Чемпионат Европы среди молодёжи | Каунас, Литва       | 10 000 м  | 1      | 33:37,31  |
| 2009 | Чемпионат мира                  | Берлин, Германия    | 5000 м    | 17 (q) | 15:32,62  |
| 2011 | Чемпионат Европы в помещении    | Париж, Франция      | 3000 м    | 6      | 9:03,42   |
| 2011 | Универсиада                     | Шэньчжэнь, Китай    | 5000 м    | 3      | 15:52,55  |
| 2011 | Универсиада                     | Шэньчжэнь, Китай    | 10 000 м  | —      | DNF       |

### Национальные
| Год  | Соревнования                 | Место проведения | Дистанция     | Место | Результат |
| ---- | ---------------------------- | ---------------- | ------------- | ----- | --------- |
| 2009 | Чемпионат России             | Чебоксары        | эст. 4×1500 м | 1     | 17:45,87  |
| 2010 | Чемпионат России в помещении | Москва           | 3000 м        | 3     | 9:06,56   |
| 2010 | Чемпионат России             | Саранск          | 5000 м        | 3     | 15:31,97  |
| 2010 | Чемпионат России             | Саранск          | эст. 4×1500 м | 1     | 17:44,71  |
| 2011 | Чемпионат России в помещении | Москва           | 5000 м        | 1     | 15:39,25  |
| 2011 | Чемпионат России             | Чебоксары        | 5000 м        | 2     | 15:20,29  |
| 2011 | Чемпионат России             | Чебоксары        | 10 000 м      | 3     | 32:21,17  |
| 2012 | Чемпионат России             | Чебоксары        | 10 000 м      | 1     | 31:55,83  |
| 2013 | Чемпионат России             | Москва           | 5000 м        | 2     | 15:38,62  |
| 2014 | Чемпионат России             | Казань           | 5000 м        | 2     | 15:31,27  |
| 2015 | Чемпионат России             | Чебоксары        | 10 000 м      | 1     | 32:25,22  |